# Larinia montagui
Larinia montagui là một loài nhện trong họ Araneidae.
Loài này thuộc chi Larinia. Larinia montagui được Henry Roughton Hogg miêu tả năm 1914.